# Gerrhopilus manilae
Espèce
Synonymes
- Typhlops manilae Taylor, 1919
- Malayotyphlops manilae (Taylor, 1919)

Statut de conservation UICN

 DD  : Données insuffisantes
Gerrhopilus manilae est une espèce de serpents de la famille des Gerrhopilidae. 

## Répartition
Cette espèce est endémique de l'île de Luçon aux Philippines.

## Description
L'holotype de Gerrhopilus manilae mesure 280 mm dont 5 mm pour la queue. La largeur de sa tête est de 5,5 mm et de 5 mm pour son corps.

## Étymologie
Son nom d'espèce fait référence à Manille. L'holotype faisait en effet partie d'une collection en provenance de l'université de Santo Tomas à Manille. En revanche rien ne précisait où avait été découverte cette espèce en dehors du fait qu'elle provenait des Philippines.

## Publication originale
- Taylor, 1919 : New or rare Philippine reptiles. Philippine Journal of Science, vol. 14, p. 105-125 (texte intégral).